# Grup d'habitatges (Barberà del Vallès)
El Grup d'habitatges és una obra de les darreres tendències de Barberà del Vallès (Vallès Occidental) inclosa a l'Inventari del Patrimoni Arquitectònic de Catalunya.

## Descripció
Conjunt d'habitatges construïts al xamfrà amb l'Avinguda de la Generalitat i al llarg del passeig del Doctor Moragas. Hi ha diversos accessos que s'obren al pati comú del bloc. L'alçada de l'edifici és de planta baixa i sis o vuit pisos al xamfrà, i de planta baixa i quatre pisos al passeig del Doctor Moragas. Les obertures són rectangulars.
El conjunt de les façanes és de maó vist.

## Història
Es tracta d'un grup de noranta cinc habitatges de seixanta tres metres quadrats bastit entre els anys 1967 i 1971 pels arquitectes Martorell-Bohigas-Mackay a la zona d'eixample de Santa Maria de Barberà.